# إد لونغ
إد لونغ (بالإنجليزية: Ed Long)‏ (28 مارس 1883 - 8 ديسمبر 1947) هو لاعب كريكت أسترالي.

## وصلات خارجية
- إد لونغ على موقع إي آس بي آن كريك إنفو (الإنجليزية)